# Jean Valmy-Baysse
Pour les articles homonymes, voir Valmy et Baysse.
Jean-Valmy-Baysse, né le 3 juillet 1874 à Saint-Médard-en-Jalles (Gironde), et mort le 6 septembre 1962 est un poète, romancier, journaliste, français.

## Biographie
Jean Valmy-Baysse vit jusqu’à l’âge de vingt ans à Saint-Médard-en-Jalle où il est né. Il débute en 1892 par des vers publiés dans diverses revues françaises et belges, dont le Réveil de Gand et le Chat-Huant de Bordeaux. En 1902, il fonde à Paris, avec Cubelier de Beynac, la revue Les Poèmes, puis, avec Edmond Toucas Massillon et Marcel Roland, la Nouvelle Revue Moderne, et, en décembre 1904, La Vie. Il est également parmi les fondateurs de la revue humaniste Les Lettres, qui paraît à partir de février 1906.
Jean Valmy-Baysse part à la guerre en août 1914, comme simple soldat. Il la termine comme officier, il reçoit la croix de guerre.

### Secrétaire général de la Comédie-Française
En 1927 Jean Valmy-Baysse est nommé secrétaire général de la Comédie-Française. Ce choix est salué chaleureusement dans le journal Lyrica, l'article précise divers  engagements de Jean Valmy-Baysse "nul choix ne pouvait être plus heureux que celui qui a été fait en appelant M. Valmy-Baysse aux délicates fonctions de secrétaire général de la Comédie française. Poète à l’âme sensible et frémissante, romancier qui nous a donner un si vivant livre… Ce bordelais a été l’animateur de manifestations devenues bien parisiennes : le salon d’automne, le salon des humoristes… vice-président de la Société des gens de lettres Valery-Baysse sera un parfait secrétaire général de la Maison de Molière".

### Soutien aux écrivains combattants
Le 21 février 1933 Jean Valmy-Baysse crée une société de secours mutuel "la Société de prévoyance et d’assurance au décès de l’association des écrivans combattants".

### Distinctions
En 1937 Jean-Valmy-Baysse reçoit le prix de la société des poètes français. Le journal L’Homme libre salue son prix et précise « pendant neuf années, au cours de 150 matinées poétiques qu’il a organisées à la Comédie-Française, il a fait interpréter des œuvres, poèmes et pièces poétiques de plus de quatre cents poètes contemporains. »
En 1933 il est promu officier du Mérite agricole et reçu, le 24 novembre à l’Académie de la Coupole, laquelle publie le périodique Les Amis de 1914.

## Œuvres

### Romans
- Le Retour d'Ulysse, roman d'un démobilisé, édition A. Michel, Paris , 1921, 192 p.
- Madame Desreux, roman, édition A. Michel, Paris , 1924, 253 p.
- Les Comptoirs de Vénus, édition A. Michel, Paris , 1926, 318 p.
- Angèle Planterose, roman girondin et quelques histoires de théâtres et de plein air, éd. E. Figuière , 1934, 190 p.
- La Chance de Larnezac, édition Paris, Fasquelle , 1934, 255 p.

### Poésie
- Le cœur et les yeux, poèmes, Éditions de la Guiterne , 1932, 112 p.
- La Mort de l'automne, poèmes Revue des Deux mondes, 1er décembre 1931
- Recommencement, poème dramatique en 1 acte, Comédie-Française, 27 février 1926
- Le Temple, poèmes, , Illustrations de Nelson Dias, N. Stoekel, Olimp Ioan, éditions de la Nouvelle revue moderne , Paris, 1903, 135 p., fig., couv. ill.
- La Vie Enchantée, poèmes ed. Sansot, Paris, 1906.

### Biographie
- Joseph Bail, sa vie, son œuvre, collection « Peintres d'aujourd'hui », Librairie Félix Juven/Société d'édition et de publications, 1910.
- Alfred-Philippe Roll, sa vie, son œuvre, collection « Peintres d'aujourd'hui », Librairie Félix Juven/Société d'édition et de publications, [1910?].

### Accueil de sa poésie
Un  jugement critique de la poésie de Valmy-Bresse  par Louis Payen, dans le Figaro "il a montré en poésie une sensibilité » délicate, une vie frémissante ouverte à tous les souffles de la pensée et du sentiment. Tout en se libérant des formes trop étroites où l’avait enfermée l’école parnassienne, il a gardé la tradition et le respect de la forme".

### Un poème
LA PHTISIQUE

Elle vit comme un lis dans une forêt noire,

Un lis tremblant dans un grand bois calme et profond ;

Elle ne sera pas de celles qui s’en vont

Portant l’amour au fond de leurs yeux de victoire.

Elle n’espère plus, parce que son espoir

Détournerait ses yeux des clartés bien vivantes ;

Elle vit sans orgueil comme sans épouvante,

Et ne craint que le vent, les larmes et le soir.

La douce enfant finit le rêve de sa vie

Avec joie, elle meurt avec sérénité ;

Malgré son ignorance et sa virginité,

Son âme est satisfaite et se croit assouvie.

Quand ses yeux sans regards s’emplissent d’infini,

Cruellement, ses mains longues et diaphanes

Abattent des œillets indolents qui se fanent

Dans ses bras, au soleil torride de midi.

La chanson des oiseaux ne l’émeut pas… Pensive,

Elle note leurs airs dans son frêle cerveau,

Pour les chanter—peut-être ! —en des jardins plus beaux,

Où fleurissent — dit-on ! — les roses maladives.

(Le Temple.)

### Théâtre
- Naissance et vie de la Comédie-Française, histoire anecdotique et critique du théâtre français, 1402-1945, édition Floury , Paris, 1945 547 p., fig., pl. en noir et en coul., couv. ill.

- Prix Jean-Jacques-Berger 1947 de l'Institut de France.
- Bertran de Born, comédie héroïque en 10 tableaux. Musique de scène de Darius Milhaud. Orange, Théâtre antique, 2 août 1936.
- Édition  L. Billaudot , 1936 153 p.
- Odile, pièce en 1 acte, en vers, 1921
- Impèria, drame en quatre actes, en vers, représenté au Théâtre des Poètes, le 17 mars 1903

### Histoire
- Les Pépères la victoire, les travaux et les nuits, par les ravins et par les côtes, quelques physionomies pépères, édition A. Michel, Paris , 1917, (illustrateur  André Devambez), 276 p.
- La Curieuse Aventure des boulevards extérieurs, 1786-1950, édition A. Michel, Paris, 1950, 525 p., fig., pl.
- Tableau des grands magasins, Illustré de douze gravures au burin par Jean-Émile Laboureur, éditions  Nouvelle Revue française, Paris 1925, 171 p., fig., pl.

### Biographies
- Gustave Doré, éd. M. Seheur , Paris, 1930, 2 vol. (353, 167 p.)
- Le roman d'un caricaturiste, André Gill, édition M. Seheur, Paris, 1927, 333 p.